# Aleurotrachelus machili
Aleurotrachelus machili là một loài côn trùng cánh nửa trong họ Aleyrodidae, phân họ Aleyrodinae.
Aleurotrachelus machili được Takahashi miêu tả khoa học đầu tiên năm 1942.